# リッスン? 〜Live 4 Life〜
『リッスン? 〜Live 4 Life〜』（リッスン ライブ・フォー・ライフ）は、文化放送で2009年（平成21年）10月5日から2015年（平成27年）6月25日まで放送されていた音楽番組（深夜放送）である。

## 概要
前身番組はUNIQue the RADIOにて2009年10月2日まで放送されていた『Live for Life』である。前身番組では金曜までの放送だったが、当番組は木曜までとなる。
文化放送の深夜放送は『セイ!ヤング』や『ミスDJリクエストパレード』、『ミュージックステーション』、『Come on FUNKY Lips!』、『LIPS FACTORY』、『LIPS PARTY 21.jp』といった、帯番組を編成していたが、2003年7月以降は25・26時台は帯番組が無くなり、録音放送が主体となった（チェキラ〜CHECK IT OUT枠）。
番組内で使われているジングル（文化放送内ではアタックと呼ばれる）の一部は、カプコンから出ているゲームソフト逆転裁判シリーズのものである。
なお、木曜は2012年6月7日 - 9月27日までの間26:40 - 27:00に電撃20年祭に向けた特別番組「DENGEKI 20×20 〜電撃20年祭への道」を放送したため、一時的に1時間40分の短縮放送となった。
2012年9月までは本編を同時ネットする系列局はなかったが、2012年10月1日より愛知県の東海ラジオでのネットが開始された。東海ラジオがこの時間帯にNRNからのネット番組を編成するのは初めてである。また、東海ラジオは月曜から木曜まで、本番組を含め、『レコメン!』（24時開始）から『日野ミッドナイトグラフィティ 走れ!歌謡曲』（フルネット）まで文化放送制作の番組を5時間ネット受けする結果となった。
2015年6月25日を以って『リッスン? 〜Live 4 Life〜』としては終了、5年9ヶ月の歴史に幕を下ろす事となった。翌週6月29日からは26:00 - 27:00に枠を縮小した『リッスン? 2-3』（リッスン? ツー・スリー）として再スタートするが、生放送から録音放送に変更となる。『リッスン? 〜Live 4 Life〜』終了時点での出演者ならびに内包番組は『リッスン? 2-3』にそのまま引き継がれ、AKB48については録音放送化に伴い未成年メンバーの出演も可能となる。また、空いた25時台はA&G枠（『ユニゾン!』）へ転換される。

## 出演者

### パーソナリティ
| 期間       | 期間      | 月曜日     | 火曜日     | 水曜日     | 木曜日     |
| ---------- | --------- | ---------- | ---------- | ---------- | ---------- |
| 2009年10月 | 2010年3月 | 大島麻衣   | 押谷沙樹   | 野沢香苗   | 曽根由希江 |
| 2010年4月  | 2010年9月 | 大島麻衣   | AKB48      | 野沢香苗   | 曽根由希江 |
| 2010年10月 | 2012年3月 | 大島麻衣   | AKB48      | 虎南有香   | 曽根由希江 |
| 2012年4月  | 2013年3月 | 平野綾     | AKB48      | 虎南有香   | 曽根由希江 |
| 2013年4月  | 2013年9月 | 小松未可子 | 虎南有香   | AKB48      | 曽根由希江 |
| 2013年10月 | 2014年9月 | 小松未可子 | 曽根由希江 | 原田里佳子 | AKB48      |
| 2014年10月 | 2015年3月 | 小松未可子 | 曽根由希江 | 芦原優愛   | AKB48      |
| 2015年4月  | 2015年6月 | 小松未可子 | やなぎなぎ | 朝倉さや   | AKB48      |

- 月曜:小松未可子（2013年4月 - 2015年6月22日）、篠崎愛（2015年2月4日 - 6月22日、コーナー担当、2015年3月30日に水曜コーナー担当から異動）
- 火曜:やなぎなぎ（2015年3月31日 - 6月23日）、Cyntia（2014年9月30日 - 2015年6月23日、コーナー担当）
- 水曜:朝倉さや（2015年4月1日 - 6月24日）、MILLEA（2015年4月1日 - 6月24日、コーナー担当）
- 木曜:AKB48（2010年4月 - 2015年6月25日、2013年3月までは火曜日、2013年4月から9月は水曜日担当）
  - AKB48グループのメンバーが週替わりで1人パーソナリティを務めている[注 3]。2011年6月までは月替わりでの担当であった。
  - 2012年10月2日放送回から2013年12月頃まで、担当メンバー（佐藤亜美菜、松井咲子、横山由依の3人で収録）によるジングルが流れていた。
  - 番組のオープニングナンバーがかかった後に、前週の番組終了後に収録された、前週担当メンバーからの当日担当メンバーへのメッセージが流れるのが恒例となっている。

※放送終了直前（26:54ごろ）に翌日のパーソナリティが一言コメントをするのが恒例になっていた。なお、水曜日の場合は前週木曜日担当のAKB48メンバーが、木曜日の場合は月曜日担当の小松未可子がそれぞれ行う。翌日が放送休止の際は、翌々日（次回）放送のパーソナリティーがコメントする。また、2013年9月までは木曜のエンディングには時折『走れ!歌謡曲』から柚月美穂が登場することもあった。

### 過去のパーソナリティ
- 押谷沙樹（2009年10月 - 2010年3月、2011年12月27日）火曜日担当（前身番組「Live for Life」では水曜日を担当）
- 花井雅保（2009年10月 - 2010年3月）火曜日コーナー担当
- 鷲崎健（2009年10月 - 2010年9月、2011年3月14日[注 4]）月曜日コーナー担当
- 内田稔（2010年4月 - 9月）火曜日コーナー担当
- 野沢香苗（2009年10月 - 2010年9月、2011年3月15日[注 4]、2012年9月25日）水曜日担当（前身番組「Live for Life」では木曜日を担当）
- 濱本りか（2010年9月まで『みんなのリッスン』の金曜版（地方局への裏送り放送）担当）
- 大島麻衣（2009年10月 - 2012年3月）月曜日担当[注 4]
- 平野綾（2012年4月 - 2013年3月、2013年7月24日）月曜日担当[注 22]。
- 石田絵里奈（濱本の後任として2013年3月まで『みんなのリッスン』の金曜版（地方局への裏送り放送）担当）
- 虎南有香（2010年10月 - 2013年9月）2013年3月までは水曜日、2013年4月からは火曜日担当
- 森恵（2011年5月 - 2014年3月、コーナー担当、2011年9月20日、2013年3月までは水曜日コーナー担当、2013年4月から9月は木曜日コーナー担当）[注 23]
- AeLL.（2013年4月 - 2014年3月、コーナー担当、2013年9月までは火曜日コーナー担当）
- 原田里佳子（Tokyo Cheer2 Party）（2013年10月 - 2014年9月）水曜日担当
- さんみゅ〜（2014年4月 - 9月）火曜日コーナー担当
- 宮崎奈穂子（2014年7月 - 9月）水曜日コーナー担当
- 青春!トロピカル丸（2014年4月 - 2015年1月、水曜日コーナー担当）
- 曽根由希江（2009年10月 - 2015年3月24日、2013年9月までは木曜日担当[注 24]）火曜日担当
- 芦原優愛（Tokyo Cheer2 Party）（2014年10月1日 - 2015年3月25日）水曜日担当

### スペシャルパーソナリティ
- 西内まりや（2012年8月28日）
- 満島ひかり（2013年5月8日）
- 松村沙友理（乃木坂46）（2013年7月31日）
- 原田里佳子（Tokyo Cheer② Party）（2013年8月7日）
- 水樹奈々×T.M.Revolution（2013年10月16日）
- AeLL.（2013年11月13日）[注 25]
- RIO（2013年12月4日）[注 26]
- 虎南有香（2014年1月22日）[注 27]
- 浦野一美（2014年2月25日）[注 28]
- 芦原優愛（Tokyo Cheer② Party）（2014年2月26日）[注 29]
- 須永留奈（Tokyo Cheer② Party）（2014年3月19日）[注 30]
- 上西恵（NMB48）、岸野里香（NMB48）（2014年3月26日）[注 31]
- 水樹奈々（2014年4月16日）[注 32]
- 青春!トロピカル丸（2014年7月23日）[注 33]
- さんみゅ〜（2014年8月6日、2014年11月12日）[注 34]

## コーナー
- 共通
  - ゲストコーナー（1時台のメインコーナー、休止の場合あり）
  - みんなのリッスン（2時40分頃に放送）
  - 文化放送プラスチューン
  - リッスン ライブ・インフォメーション（コンサートの特別電話予約、放送されない場合あり）

- 月曜
  - みかこし、2時のお夜食
  - 名探偵みかこし!
  - 篠崎愛の「おしのびラジオ」（2015年2月4日 - 、録音、2015年3月25日までは水曜に放送）
  - みかこしVOICE
  - みかこし先生の深夜のお悩み相談室
  - 起きてる? 聞いてる? 2時半TEL![注 38]
  - みかこし真夜中のつぶやき（2014年10月 - ）
  - ミッドナイトハイテンションみかこし（2014年10月- ）
  - 食レポグラフィティ（2015年1月 - ）

- 火曜
  - なぎレポ
  - やなぎ研究所
  - Cyntiaの『Cyntia魂』（2014年9月30日 - 、録音）

- 水曜
  - 挑戦!常識クイズバトル
  - 歌ってみっぺッ!山形弁でぇ〜!!!
  - MILLEAの話してミ・レ・ア（2015年4月1日 - 、録音）

- 木曜（2013年3月までは火曜、2013年4月 - 9月は水曜）
  - ○○の時間（○○は担当メンバーの愛称）
  - AKB前口上クラブ!![注 39]
  - AKBに叱られたい!![注 40]
  - AKB空耳アワー

### 過去のコーナー
- 共通
  - お夜食インフォメーション
  - ミッドナイトヴォイス
  - Super Listen（ - 2014年3月、プラチナリッスンがある月は休止）
  - プラチナリッスン（2012年1月・2月・7月・10月、1ヶ月に渡って特定の楽曲を番組でプッシュする）
- 月曜
  - 大島時代
    - 麻衣のミュージックアカデミー（先生：鷲崎健）
    - どこよりも早い血液型選手権
    - 吐息Twitter
    - ランク合衆国
    - 声援
    - 名言マエストロ
    - コール大島
    - あくびをすると、目が、覚めるのです!

  - 平野時代
    - 本日は、○○吐息なり（○○はその週の投稿テーマ）
    - 悪いのは私でしょうか・・・
    - 90分の上手な使い方[注 41]
    - 月曜の怪談
    - 平野さん、一言ください!
    - 三茶でサンバ
    - メモ帳ジングル

  - 小松時代
    - Silent Sirenのちょっと聴いちゃいなサイ!（2014年3月31日 - 2014年9月、録音）

- 火曜
  - 押谷時代
    - 押谷沙樹の気になる樹
    - MUSIC college
    - Idol Laboratory

  - AKB時代
    - AKB48のた・め・い・き
    - AKB48 ○○の時間（○○は担当メンバーの愛称、2011年4・5月のみ）
    - 深夜の胸キュン物語 → リッスン?胸キュン物語
    - AKB48 深夜のネ申－1グランプリ[注 42]

  - 虎南時代（水曜分も含む）
    - APTX4869[注 43]（2012年7月4日放送分からポッドキャストで配信）
    - 虎南ファクトリー
    - 電話で聞いてみよう!
    - みんなのリッスン

  - 曽根時代
    - 森恵の「愛してたはずなのに」（2011年5月4日 - 2014年3月25日、録音、2013年3月までは水曜に放送）[注 44]
    - さんみゅ〜のさんしゃさんみゅ〜（2014年4月 - 9月 、録音）
    - 曽根ってみた
    - リッスン保健室
    - 絶対だいじょうぶ
    - この気持ち、届いてto You

- 水曜
  - 野沢時代
    - 野沢香苗の音活研究室
    - Lounge リッスン
    - 清心のヒーリングラウンジ
    - 生二胡アンプラグドライブ
    - 裸のお姫様

  - 原田時代
    - 届け!香川
    - AeLL.のAeLL. for you（2013年4月 - 2014年3月、録音）
    - 宮崎奈穂子の言葉ドロップス（2014年7月 - 9月、録音）[注 45]

  - 原田→芦原時代
    - 青春!トロピカル丸の『NEW RADIO WORLD?』（2014年4月 - 2015年1月、録音）[注 46]

  - 芦原時代
    - お料理自己紹介
    - 芦原優愛のお料理教室（最終回）[注 47]

- 木曜
  - 曽根時代（火曜移動後も含む）
    - リッスン Brand New Artist
    - VoiceVoiceVoice
    - 木曜リッスントゥミー!
    - 3分間のラブレター（みんなのリッスンを差し替え）
    - sonee!知恵袋
    - ハピバ!リッスン

  - AKB時代
    - 以下はいずれも週替わりだった。
      - 妄想五・七・五[注 48]
      - 日常ワイルドだろ?選手権[注 49]
      - 新語作ってみました[注 50]

## 特記
番組ではリスナーのことを「リス友（リスとも）」（リスナーあるいはリッスンと友達を合体）と表現している。

（虎南時代にリスナーからのメールで「リス友」と決定。

その後、曽根時代に多用されるようになり、以降番組内で広く普及した。）
ロンドンオリンピックの中継のため、2012年7月25日・8月1日・6日・7日は放送休止となった。

## ネット局
- 文化放送（制作局）
- 東海ラジオ（2012年10月1日 - ）
東海ラジオでは各時間の時報前以外はCMを差し替えず放送を行っており、文化放送から送られるBGMをそのまま流している。BGMは主に担当するアーティストのシングル曲のインストであることが多いが、ネット開始当初からであるかは不明。
そのため事実上ではあるが制作局である文化放送がBGMを差し替えてCMを放送していることになる。

### みんなのリッスン
なお、本編は生放送でネットせず、番組内の『みんなのリッスン』のみ10分の帯番組（ミニ番組）として別途ネットする局もある。ただし、「リッスン? 〜Live 4 Life〜」とは明記されていない。
金曜日は以前は濱本りか、のちに石田絵里奈が担当していたが、両者とも文化放送を退職した。現在は加納有沙が担当している。
火曜日については文化放送（初期は放送していた）と東海ラジオでの番組本編では放送されていないため別途収録の上裏送りしている。
- 秋田放送（月 - 金曜 12:40 - 12:50）
- 山陰放送（月 - 金曜 16:20 - 16:30）2013年9月30日から開始。
- 高知放送（月 - 金曜 12:50 - 13:00）2012年1月4日から再開。[注 52]
- 大分放送（月 - 木曜 18:10 - 18:20）2013年9月30日から再開。2015年3月29日から現在の時刻と曜日に変更。[注 53]

過去のネット局
- 山形放送（月 - 金曜 18:20 - 18:30）2014年9月29日〜2015年3月27日[注 54]
- ラジオ福島（月 - 金曜 15:15 - 15:25）2014年3月31日〜2015年3月27日
- 山梨放送（月 - 金曜 5:00 - 5:10）※ 〜2011年9月
- 北日本放送（月 - 金曜 18:15 - 18:25）2014年9月29日〜2015年3月27日[注 55]
- 中国放送（火 - 金曜 21:30 - 21:40）2014年10月2日〜2015年3月26日[注 56]